# Limnophora zumpti
Limnophora zumpti este o specie de muște din genul Limnophora, familia Muscidae. A fost descrisă pentru prima dată de Zielke în anul 1971. Conform Catalogue of Life specia Limnophora zumpti nu are subspecii cunoscute.